# Рэнкин, Иэн
Сэр И́эн Джеймс Рэ́нкин (англ. Ian James Rankin; род. 28 апреля 1960 года) — шотландский писатель, автор романов и рассказов преимущественно детективного жанра. Наиболее известен цикл произведений об инспекторе эдинбургской полиции Джоне Ребусе (англ. Inspector John Rebus). Часть произведений опубликовал под псевдонимом Джек Харви (англ. Jack Harvey).
По национальности шотландец, проживает в Эдинбурге, где и происходит действие большинства его произведений. С середины 2000-х годов является наиболее издаваемым и читаемым детективным писателем Великобритании. Лауреат многочисленных литературных наград и премий, офицер ордена Британской империи.

## Ранние годы, образование
Родился 28 апреля 1960 года в городке Карденден в области Файф на востоке Шотландии.
После окончания средней школы в Кауденбите поступил на филологический факультет Эдинбургского университета, который окончил в 1982 году со степенью магистра. В 1983 году поступил в аспирантуру Эдинбургского университета. Работал над докторской диссертацией, посвященной творчеству шотландской писательницы Мюриэл Спарк, однако оставил аспирантуру в 1986 году, переехав жить в Лондон.
В последующем получил от Эдинбургского университета почётную докторскую степень за исследования творчества Мюриэл Спарк, а также почётные докторские степени Сент-Эндрюсского университета, Университета Халла и Университета Абертей—Данди.
В Лондоне в 1986-90 годах работал в Национальном центре народного творчества и в журнале «Хай-фай ревью» (англ. Hi-Fi Review). В 1990 году уехал во Францию, где жил в основном в сельских районах, работая свинопасом, таксистом, виноградарем, дегустатором вин.
В 1996 году вернулся в Эдинбург, где и проживает по состоянию на конец 2013 года.

## Творчество

Романы Рэнкина об инспекторе Ребусе, изданные на русском языке

Литературным творчеством занялся в студенческие годы, написав несколько рассказов, которые были опубликованы в различных периодических изданиях Эдинбурга. В 1983 году был написан комедийно-сюрреалистический роман «Летние ритуалы» (англ. Summer Rites), который по состоянию на конец 2013 года остаётся неопубликованным. К активному писательскому труду Рэнкин приступил, путешествуя по Франции. Первым изданным произведением в 1986 году стал «Поток» (англ. The Flood) — криминально-драматический роман, действие которого разворачивается в приходящем в упадок шотландском шахтёрском городке. Эта книга не произвела сколь-либо заметного резонанса ни среди критиков, ни в широких читательских кругах.
В 1987 году вышел в свет роман «Крестики-нолики» (англ. Knots and Crosses), открывший серию произведений о Джоне Ребусе, инспекторе эдинбургской полиции. С того времени Рэнкином написано почти два десятка романов о расследованиях Ребуса, которые стали наиболее популярными работами писателя, принесли ему международную известность и прочно утвердились среди национальных бестселлеров. Помимо острого криминального сюжета, для романов о Ребусе характерна глубокая проработка психологических портретов персонажей и обращение к актуальным социальным проблемам. Отличительной чертой этих произведений является то, что Рэнкин публикует их под своим собственным именем, тогда как большинство других произведений автора издаётся под псевдонимом Джек Харви (англ. Jack Harvey). Псевдоним составлен из имени старшего сына писателя и девичьей фамилии его жены.
Помимо серии, посвященной инспектору Ребусу, Рэнкином написано более десяти романов и несколько сборников коротких рассказов, также в основном детективных по сюжету. В 2005 году вышел роман о другом инспекторе эдинбургской полиции — Малкольме Фоксе (англ. Malcolm Fox), сотруднике управления внутренних расследований. Он открыл вторую «персональную» серию произведений Рэнкина, в рамках которой к концу 2013 года было опубликовано четыре романа. Примечательно, что в романах «Стоя в чужой могиле» (англ. Standing in Another Man's Grave) и «Святые теневой Библии» (англ. Saints of the Shadow Bible), изданных, соответственно, в 2012 и в 2013 годах, писатель сводит вместе обоих персонажей — Ребуса и Фокса, за счёт чего эти произведения становятся общими для двух циклов.
В 2009 году Рэнкин совместно с итальянским художником Вертером Дельэдера (итал. Werther Dell'Edera) выпустил графический роман «Тёмные записи» (англ. Dark Entries). В 2013 году впервые выступил в роли драматурга, написав в соавторстве с шотландским театральным режиссёром Марком Томсоном (англ. Mark Thomson) детективную пьесу «Тёмная дорога» (англ. Dark Road), которая была поставлена в одном из эдинбургских театров.
Сам Рэнкин, акцентируя присущие большинству своих произведений мрачноватый дух и жёсткий реализм в сочетании с особым шотландским национальным колоритом, определяет их жанр как «тартан-нуар» (англ. tartan-noir).

## Награды и премии

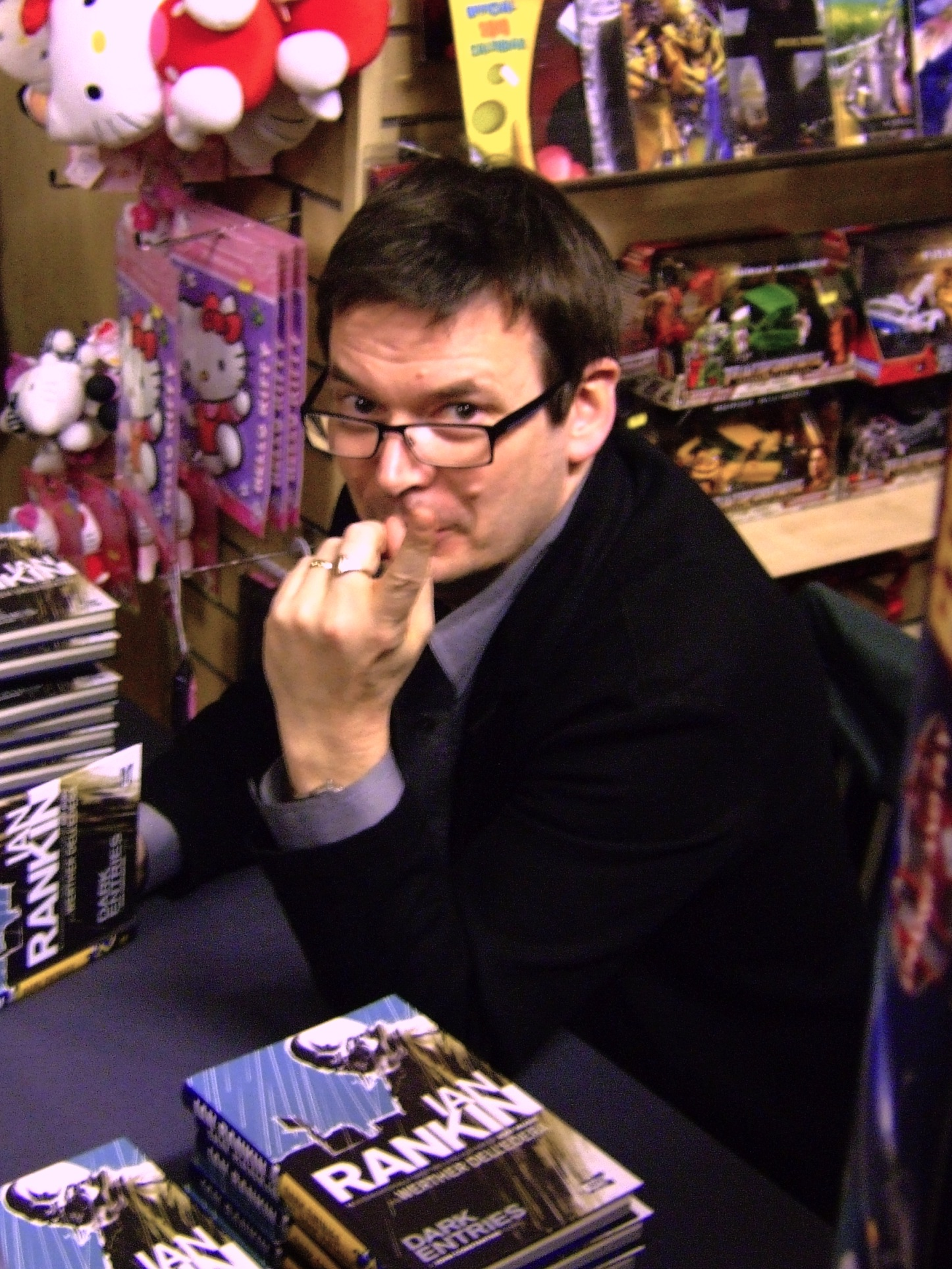
Иэн Рэнкин, подписывающий экземпляры «Тёмных записей» в одном из книжных магазинов Эдинбурга

За писательское творчество Рэнкин был удостоен ряда литературных премий и наград, как британских, так и зарубежных. Среди них — несколько наград-«кинжалов» Ассоциации писателей-криминалистов Великобритании, в том числе «золотой кинжал» и «бриллиантовый кинжал», несколько Премий Эдгара Аллана По, присуждаемых Ассоциацией детективных писателей Америки.
В 2002 году за заслуги на литературном поприще Рэнкин был принят в рыцарский Орден Британской империи в статусе офицера ордена. В 2007 году в ознаменование двадцатилетия его писательской деятельности Рэнкину было присвоено звание помощника лорда-лейтенанта Эдинбурга и вручена новоучрежденная Эдинбургская премия (англ. Edinburg Award) — писатель стал её первым лауреатом. Во дворе здания городского совета Эдинбурга была установлена мемориальная плита с отпечатками его ладоней.

## Популярность
В середине 2000-х годов Рэнкин был признан наиболее читаемым детективным писателем Великобритании. В 2012 году его книги заняли пять мест в верхней десятке британских бестселлеров. Его работы переведены на многие иностранные языки, их совокупный тираж в 2013 году превысил 30 миллионов экземпляров. В Великобритании книги Рэнкина составляют 10 % от всех издаваемых книг детективного жанра.
Произведения Рэнкина экранизируются. В частности, снят телевизионный сериал по романам об инспекторе Ребусе, в котором роль последнего исполняют британские актёры Джон Ханна и Кен Стотт. Сам писатель стал героем нескольких документальных фильмов, регулярно приглашается на различные телевизионные передачи и встречи с общественностью.
Особой популярностью творчество Рэнкина пользуются на родине автора — в Шотландии, в особенности в Эдинбурге, в котором разворачиваются события большинства его произведений. Туристические компании проводят в шотландской столице туры по местам действия его романов, в частности, цикла об инспекторе Ребусе.

## Личная жизнь
Женат на Миранде Харви (англ. Miranda Harvey), с которой познакомился во время учёбы в Эдинбургском университете. Имеет двух сыновей — Джека (англ. Jack) и Кита (англ. Kit), родившихся в период жизни во Франции. Жене и детям посвящены несколько произведений, в том числе, относящихся к циклу об инспекторе Ребусе.
С 2017 года Рэнкин выступает в качестве солиста в музыкальной группе «Best Picture», созданной годом ранее двумя эдинбургскими журналистами.